# Juraj Beneš
Pour les articles homonymes, voir Benes.
Juraj Beneš, né le 2 mars 1940 à Trnava, en Slovaquie – mort à Bratislava le 11 septembre 2004, est un compositeur, pianiste et enseignant slovaque, considéré comme l'un des principaux compositeurs slovaques de la seconde moitié du XXe siècle.

## Biographie
Il étudia le piano chez Roman Rychla au Conservatoire de Bratislava et la composition chez Ján Cikker à l'Académie des Arts de Bratislava. Il fut corépétiteur au théâtre national slovaque durant dix ans. Ensuite il enseigna à faculté de pédagogie à l'université Comenius de Bratislava et depuis 1984 à l'Académie des arts de Bratislava. Entre 1988 et 1991 il fut le dramaturgiste d’opéra du théâtre national slovaque. En 1989 il est devenu docent (maître de conférences) à l'Académie des arts de Bratislava et en 1997 le professeur à l’Académie Janáček des arts musicaux de Brno. Ses œuvres étaient introduites sur plusieurs scènes internationales comme la Grèce, la Grande-Bretagne ou la Pologne.
Juraj Beneš a établi jusqu’au début le langage musical assez individuel, de l’air insouciant, qui rompt les conventions dramaturgiques, de l’usage de voix humaine où il utilise les combinaisons atypiques d’instruments. Le texte littéraire, qui était souvent la source de son inspiration, devint une toute nouvelle entité dans ses œuvres scéniques ; car ce n’est pas seulement le sens, mais aussi le son des mots isolés de texte original qui produit la pointe. Dans ses dernières compositions instrumentales il remplaça l’expressivité par l’accent sur l’architecture de la pièce et sur les relations rythmiques et harmoniques.
Ses compositions ont gagné plusieurs prix en Slovaquie (Prix de J. L. Bella, prix du ministre de la Culture), mais aussi en étranger (à Arezzo, à World Music Days aux Athènes).

## Œuvres

### Opéras
- Cisárove nové šaty (Les Habits neufs de l'empereur)
- Skamenený (Pétrifié)
- Hostina (Le festin)
- The Players

### Œuvres symphoniques
- Allegro (1974)
- Mémoire (1977)
- Musique pour orchestre (1982)
- Preludium (1983)
- When Music... (1991)
- Musique pour orchestre no 2 (1997)

### Musique de chambre
- In memoriam Pavel Raška per 12 archi (1981)
- Musique pour J. S. (1985)
- Puzzle (1990)

### Solistes, chœur et orchestre
- Requiem (1986)

### Instrument avec orchestre
- Musique pour trombone et orchestre (1989)
- Musique d'hiver (1992)
- Concert pour piano et orchestre (2001)
- Concert pour piano et orchestre 2 (2003)
- Concert pour piano et orchestre 3 (2004)

### Deux instruments avec orchestre
- Musique pour trompette, percussions et cordes (1978)

### Instrument seul
- Tre Pezzi per oboe (1964)
- Six danses pour la flûte (1975)
- Sonata (1976)
- Cinque invenzioni per tromba ad libitum (1976)
- Lamento (1979)
- Sonata per un clarinetto (1981)
- Sonata (1985)
- For Instance Black Pony per corno di bassetto (1992)
- Il seme seducente della genealogia per flauto solo (1994)
- The white rabbit with pink eyes looking at a watch and Alice started (1999)
- Musique pour Grock no 5 (1999)
- A curious appearance in the air (1999)

### Piano (2 et 4 mains)
- Notturno no 8, Variácie (1961)
- Sonata no 1 (1971)
- Sonata no 2 (1976)
- Sonata no 3 (1977)
- Sonata no 4 (1978)
- Suita (1980)
- Old Boys Anthology Suita no 2 (1983)
- Sonata no 5 (1985)
- Due notturni (1989)
- Notturno no 3 (1992)
- Alice was beginning to get very tired of sitting by her sister on the bank and of having nothing to do (1992)
- Sonata no 6 (1995)
- Notturno no 4 (1997)
- Notturno no 5 (1997)
- Notturno no 6 (2000)
- Notturno no 7 (2000)

### Orgue
- Populácijó Hajkeles (1976)
- Melanchólia per organo positivo (1977)
- Durée Φ per organo (2001)
- Durée Δ per organo (2002)

### Deux instruments
- 7 Canones a 2 (1970)
- Suita (1971)
- Musique pour Grock no 1 (1974)
- Preludium + Sonata (1984)
- Piano pianissimo e poco sul ponticello anche sul tasto all'occasione dello compleanno di Giovanni, Albrechto per due viole senza basso (1985)
- Musique pour Grock no 4 (1999)

### Deux pianos
- Musique de mariés (1976)
- Intermezzo no 3 (1987)

### Trois instruments
- Musique pour Grock no 2 (1975)
- Musique pour Grock no 3 (1975)

### Quatre instruments
- Canzona no 2 (1984)
- Chanson triste (1996)

### Quatuors à cordes
- Quartetto d’archi no 1 (1977)
- Quartetto d’archi no 2 (1984)
- Quartetto d’archi no 3 (1989)
- Quartetto d’archi no 4 (1998)
- Quartetto d’archi no 5 (2000)

### De 5 à 15 instruments
- Intermezzo no 4 (1998)
- Canzona no 1 pour le quintette à vent (1977)
- Intermezzo no 1 per 6 flauti (1976)
- Going to pour six violoncelles (1994)
- Préférence per 9 strumenti (1974)
- Trois marches pour 12 bois (1975)
- Waltz for Colonel Brumble per 11 esecutori (1975)
- Intermezzo no 2 per 12 violoncelli (1979)

### Solistes et instruments
- Monologues Sept chansons pour un alto et le quatuor à cordes (1962)
- Cantamines 5 canzoni per flauto, soprano ed arp (1970)
- Symphonie (1974)
- Tristesse pour la mère pour la basse, la caisse et le piano (1975)
- La Clé - Deux chansons pour la basse et la clarinette (1975)
- Franctions de Janko Kráľ pour une voix masculine basse (1976)
- Trois monodies (1979)
- Temptation of St. A for King's singers (1981)
- O Virtù mia Aria concertante per basso ed organo (1983)
- Cantata no 1 (eating) (1992)
- Cantata no 2 (déjeuner) (1995)

### Soliste avec piano
- Quatre chansons pour le ténor et le piano avec la main gauche (1973)
- Vocalisez - Trois chansons pour le soprano et le piano (1973)
- Six romances pour le baryton et le piano (1974)
- Addio... 5 canzoni per contralto e pianoforte (1975)
- Il sogno di Poppea 7 canzoni, secondo L’incoronazione di Poppea di Claudio Monteverdi e Francesco Busenello (1984)
- Intolleranza (1987)
- Quatro identificazioni (1988)
- Haiku - 12 chansons pour le soprano et le cymbalum (1999)

### Chœur
- Quattro cori misti (1978)
- Hymne à 130. anniversaire de naissance de P. O. Hviezdoslav (1978)
- Capriccio per coro misto sulla una vilanella di Orlando di Lasso (1980)
- Madrigalsonetto per coro misto secondo Petrarca – Liszt (1991)
- Deux chœurs masculins a cappella (1975)
- Trois chœurs féminins a cappella (1974)
- Rapotala sojka (Geai cailletait) - 5 chœurs enfantins (1976)
- Lunovis Canzona corale per coro di fanciulli (1978)